# Pourquoi je vis
Pour plus de détails, voir Fiche technique et Distribution.
Pourquoi je vis est un téléfilm français réalisé par Laurent Tuel, diffusé le 7 septembre 2020 sur TF1. Il s'agit de l'adaptation des livres Sous ton regard de Laurence Lemarchal et Mon frère, l'artiste de Leslie Lemarchal.

## Synopsis
Le film couvre la vie de Grégory Lemarchal depuis l’annonce de sa mucoviscidose dans son enfance jusqu’à sa mort en 2007. Il illustre son ascension médiatique, son engagement, sa victoire à la quatrième saison de Star Academy et son combat contre la maladie, porté par un entourage familial dévoué.

## Fiche technique
Sauf indication contraire ou complémentaire, les informations mentionnées dans cette section proviennent du générique de fin de l'œuvre audiovisuelle présentée ici.
- Titre original : Pourquoi je vis
- Réalisation : Laurent Tuel
- Scénario : Nicolas Douay, d'après les livres Sous ton regard de Laurence Lemarchal et Mon frère, l'artiste de Leslie Lemarchal
- Musique : Gilles Facérias et Alex Jaffray
- Décors : Gilles Graziano
- Costumes : Charlotte Bétaillole
- Photographie : Pascal Gennesseaux
- Montage : Stéphanie Peussier
- Production : Sébastien Charbit
- Sociétés de production : Telfrance & Cie et DMLS TV ; TF1 Production (coproduction)
- Société de distribution : TF1 Distribution
- Pays d'origine :  France
- Langue originale : Français
- Format : couleur
- Genre : biographie
- Durée : 102 minutes
- Dates de premières diffusion :
  - Belgique : 1er septembre 2020 sur La Une[1]
  - Suisse : 3 septembre 2020 sur RTS Un
  - France : 7 septembre 2020 sur TF1
- Classification : Tout public

## Distribution
Sauf indication contraire ou complémentaire, les informations mentionnées dans cette section proviennent du générique de fin de l'œuvre audiovisuelle présentée ici.
- Arnaud Ducret : Pierre Lemarchal
- Odile Vuillemin : Laurence Lemarchal
- Mickaël Lumière : Grégory Lemarchal
  - Joann Bliard : Grégory Lemarchal, à 14 ans
  - Timéo Béasse : Grégory Lemarchal, à 14 ans (chansons - voix off)
  - Johan Cardot da Costa : Grégory Lemarchal, à 10/12 ans
  - Raphaël Vache : Grégory Lemarchal, à 20 mois
- Lou Gala : Leslie Lemarchal
  - Lena Goissaud : Leslie Lemarchal, à 6 ans
  - Maelys Burdin : Leslie Lemarchal, à 10 ans
- Candice Dufau : Karine Ferri
- Sofiane Francine : Sofiane
- Ilona Bachelier : Lucie Bernardoni
- Loïc Blanco : Matthieu Gonet
- Alexis Loizon : Kamel Ouali
- Mickaël Pinelli : le kinésithérapeute de Star Academy
- Karine Martin-Prevel : Dominique, la médecin de Star Academy
- Jean-Louis Tribes : Gérard Louvin
- Olivier Borle : Olivier Ottin
- Alain de Catuelan : Pascal Nègre
- Nikos Aliagas : lui-même
- Caroline Chirache : Alexia Laroche-Joubert
- Maxime Jullia : le kinésithérapeute, ami des Lemarchal (1985)
- Armandine Longelac : l'infirmière pour la mucoviscidose
- Anton Csaszar : Yvan Cassar
- Sophie Brulé : Isabelle Charles, professeure de chant de Star Academy
- Julien Dokchine : Oscar Sisto, professeur de théâtre de Star Academy
- Billel Sahkri : Milo Lee, professeur d’expression scénique de Star Academy
- François Tarragon : Harlem

## Production
En raison de sa ressemblance avec Grégory Lemarchal, le réalisateur Laurent Tuel et les producteurs engagent l'acteur Mickaël Lumière pour interpréter le chanteur disparu grâce au « directeur de casting de La Vérité si je mens ! Les débuts [qui] lui appelé et a très rapidement passé des essais ».
Le titre référence SOS d'un terrien en détresse de Daniel Balavoine, que Lemarchal interprète lors d'un prime de Star Academy.
Le tournage débute en janvier 2020 au château de Boigne à Chambéry pour le transformer en château des Vives Eaux de Dammarie-les-Lys, le château de Star Academy, et à La Ravoire pour la maison des Lemarchal, ainsi qu'aux studios de La Plaine-Saint-Denis à Paris, pour la finale de Star Academy. Une scène est aussi tourné à l'Olympia (Paris).

## Accueil

### Hommage
À la suite de la première diffusion du téléfilm, TF1 propose le documentaire Grégory Lemarchal : Et Maintenant qui comporte, entre autres, les coulisses et le making-of de Pourquoi je vis (dans lequel on apprend que l'acteur Mickaël Lumière a dû mimer des playbacks sur la voix du chanteur disparu faute de savoir lui-même chanter), ainsi que des témoignages de nombreuses personnes ayant connu le défunt candidat de Star Academy. La plupart des personnes interprétées dans le téléfilm témoignent pour de vrai dans le documentaire, à l'exception de Karine Ferri, Alexia Laroche-Joubert et Gérard Louvin.

### Audience
Lors de sa première diffusion en Belgique, le téléfilm découpé en deux parties a attiré 403 000 téléspectateurs, soit 29,4 % de part de marché. En France, il est suivi par 7,34 millions de téléspectateurs, soit 32,7 % de part de marché,.

## Bande originale
Albums de Grégory Lemarchal
Cinq ans
(2012) Best Of
(2022)
Pourquoi je vis est un album posthume de Grégory Lemarchal, publié le 7 septembre 2020 en parallèle de la diffusion sur TF1 du téléfilm biographique du même nom. 
Le disque compile les titres emblématiques du chanteur, dont Écris l’histoire, De temps en temps, Même si (What You’re Made Of) en duo avec Lucie Silvas, ainsi que sa reprise de SOS d'un terrien en détresse.  
Il contient également le titre Pourquoi je vis, qui donne son nom au projet.

### Liste des titres
1. Écris l'histoire
2. À corps perdu
3. Je t'écris
4. Je suis en vie
5. De temps en temps
6. Restons amis
7. Le lien
8. Même si (What You're Made of) (feat. Lucie Silvas)
9. Promets-moi
10. Mon ange
11. SOS d'un terrien en détresse
12. Et maintenant
13. Quand on n'a que l'amour
14. Envole-moi

Inédits
1. Zora sourit
2. Le chanteur
3. The Show Must Go On
4. Si tu veux m'essayer

### DVD: Documentaire et bonus
Un DVD intitulé Grégory Lemarchal : Et maintenant est commercialisé peu après.  
Il contient :
- le documentaire diffusé dans la foulée du téléfilm, revenant sur les coulisses de la production et les témoignages des proches ;
- des images d’archives de concerts et de passages télévisés du chanteur ;
- un module consacré au tournage, incluant l’expérience de Mickaël Lumière qui a incarné Grégory Lemarchal à l’écran[10].

Une partie des bénéfices liés à la vente de ces supports est reversée à l’Association Grégory Lemarchal, poursuivant l’engagement du chanteur dans la lutte contre la mucoviscidose.

### Promotion
Pour promouvoir le téléfilm, plusieurs titres de Grégory Lemarchal ont été mis en avant, notamment via la télévision et les radios. La diffusion du téléfilm a attiré plus de 7,3 millions de téléspectateurs et a relancé l'intérêt pour les chansons de l'artiste, qui ont connu une forte augmentation de leurs écoutes en streaming.

### Classements
| Pays              | Classement le plus élevé | Semaines classées |
| ----------------- | ------------------------ | ----------------- |
| France Top Albums | 5                        | 10                |
| Belgique Ultratop | 6                        | 15                |
| Suisse Hitparade  | —                        | —                 |

### Certifications
L’album Pourquoi je vis a été certifié disque d’or en France en décembre 2021, correspondant à plus de 50 000 équivalents ventes selon le SNEP.  
| Pays          | Certification | Ventes certifiées |
| ------------- | ------------- | ----------------- |
| France France | Disque d’or   | +50 000           |

### Postérité
Le CD atteint la cinquième place du Top Albums dès sa sortie, confirmant la fidélité du public treize ans après la disparition de l’artiste.  
Il reste classé plusieurs semaines dans le top 10, devenant l’un des albums posthumes les plus vendus de l’année 2020 en France.